# Helmut Breuer (Grenzopfer)
Helmut Breuer (* 4. Juni 1944 in Niederberzdorf; † 20. Januar 1963 in Boizenburg/Elbe) war ein Todesopfer an der innerdeutschen Grenze.

## Leben
Helmut Breuer war als Arbeiter bei der Elbewerft Boizenburg beschäftigt. Im Januar 1963 war die Elbe, die dort die innerdeutsche Grenze bildete, zugefroren und diversen Personen war die Flucht aus der DDR auf diesem Wege gelungen. Helmut Breuer beschloss gemeinsam mit sechs Arbeitskollegen, ebenfalls zu flüchten. Am Abend des 19. Januar begaben sie sich zur Elbe und trennten sich in zwei Gruppen. Einer Gruppe von vier Personen gelang die Flucht. Die andere Gruppe wurde gegen 21:15 Uhr von einem Posten entdeckt. Da sie auf Anruf und Warnschuss nicht reagierten, eröffnete ein Posten das Feuer und traf Helmut Breuer. Er wurde schwer verletzt. Zunächst wurde er bei minus 20 °C unversorgt liegengelassen, während die Grenzsoldaten seine Fluchtkameraden fortbrachten. Später wurde er in ein Krankenhaus gebracht und starb dort nach einigen Stunden. Seine beiden Begleiter wurden zu Haftstrafen verurteilt.
Ein Ermittlungsverfahren gegen den Todesschützen wurde in den frühen 1990er Jahren eingestellt, da er bereits verstorben war.